# Jean-Baptiste Fleuriot-Lescot

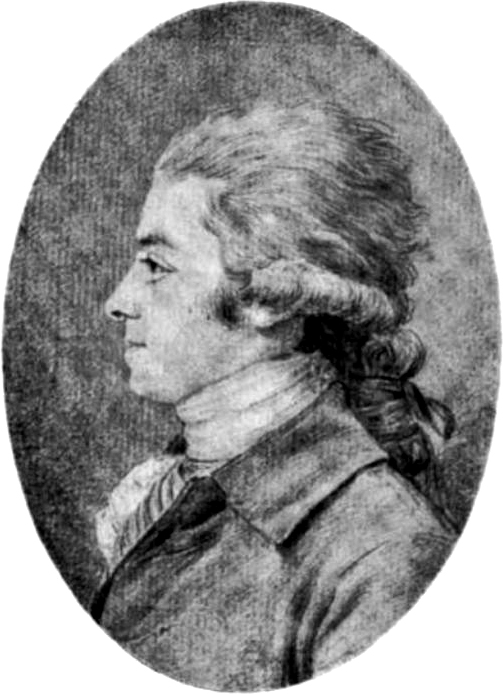
Jean-Baptiste Fleuriot-Lescot

Jean-Baptiste Edmond Fleuriot-Lescot o Lescot-Fleuriot fue un político revolucionario francés que alcanzó la Alcaldía de París, nacido en Bruselas en 1761 y ejecutado en la guillotina en París el 28 de julio de 1794.
Fleuriot-Lescot participó en la Revolución Brabanzona de Bruselas, en el año 1789, contra la ocupación Austriaca, tras lo cual se refugió en Francia. Estabilizado en París, comenzó a ejercer como arquitecto tras concluir los estudios de arquitectura y escultura. Como escultor fue autor del busto de Lepeletier, que decora una de las salas de la Convención Nacional.
La revolución le hizo aliarse a Robespierre, quien le consiguió un puesto como comisario de trabajos públicos, así como otros cargos de carácter político. 
El 10 de agosto participó en la Comuna de la insurrección de 1792, siendo uno de los miembros más activos de los sans-culottes. El 13 de marzo de 1793 fue elegido adjunto de Fouquier-Tinville, acusador público del Tribunal Revolucionario.
El 10 de mayo de 1794 sucedió a Pache como Alcalde de París, puesto que conservaría durante dos meses y dieciocho días. El 27 de julio de ese mismo año, Fleuriot-Lescot reunió al alto consejo de la Comuna que declara la insurrección, y publica con Hanriot y Payan una proclamación en la que enardecía a las masas populares para que se levantaran por la defensa de sus verdaderos amigos.
Tras estos sucesos, el mismo 27 de julio, Fleuriot-Lescot fue arrestado junto con sus colaboradores por los gendarmes que se mantenían fieles a la Convención, bajo las órdenes de Léonard Bourdon.
El 28 de julio, a las dos de la madrugada, fue conducido al Tribunal Revolucionario, y aguillotinado al final del día junto con sus 21 colaboradores.
Desde la ejecución de Fleuriot-Lescot, el cargo político del Alcalde de París fue abolido, hasta su restauración en el año 1848.
| Predecesor: Jean-Nicolas Pache | Alcalde de París 10 de mayo de 1794–28 de julio de 1794 | Sucesor: Louis-Antoine Garnier-Pagès |